# Permis de conduire européen
Pour un article plus général, voir Permis de conduire.
Le permis de conduire européen est une refonte et une  simplification du permis de conduire qui homogénéise les différents titres de permis qui étaient en vigueur dans les États membres de l'Espace économique européen (EEE : l'Union européenne, plus l'Islande, le Liechtenstein et la Norvège). Aux dimensions d'une carte bancaire (85,60 × 53,98 mm, format ID-1 de la norme ISO/CEI 7810), il comporte une photo et peut contenir une micro-puce (ISO 7816). Il a été introduit pour remplacer les 110 différents modèles de permis qui étaient utilisés par les 300 millions de conducteurs de l'EEE. L'objectif principal étant de réduire le risque de fraude.
Pour lutter contre la fraude, ce permis doit permettre d'assurer la sécurité, en introduisant une période de validité de dix à quinze années.
Il se base sur un réseau d'information électronique européen.
En ce qui concerne la sécurité routière, le texte considère les modalités des examens avec le passage d'une épreuve théorique obligatoire, un parcours progressif pour les  motocycles de grosse cylindrée. Il précise une période de cinq années pour les contrôles médicaux des conducteurs professionnels.

## Histoire
À la suite d'une décision de sa commission des Transports, le Parlement européen a voté en novembre 2006 un projet visant à créer un permis unique au niveau des États membres de l'Union européenne, la Directive 2006/126/CE du Parlement européen et du Conseil du 20 décembre 2006. Transposable dès 2007 et jusqu'en 2011, en France, la mise en circulation de ce permis est effectuée à partir du 19 janvier 2013. Les États membres devront avoir remplacé les permis existants avant 2033.
Une consultation publique a été organisée du 23 avril au 21 mai 2021 en vue de réformer la directive permis de conduire applicable aux 27 états-membres, elle concerne:
1. mortalité et blessures excessives sur les routes européennes causées par des habitudes dangereuses
2. mortalité et blessures excessives sur les routes européennes causées par des connaissances insuffisantes ou des conditions médicales
3. manque de reconnaissance des permis de conduire connectés/virtuels en dehors de l’État émetteur
4. renouvellement des permis de conduire dans un État membre autre que l’État membre d'origine
5. utilisation suboptimale des nouvelles technologies et des concepts de mobilité en ce qui concerne la performance  environnementale.

Une consultation publique ouverte se tiendra aussi fin 2021 ou début 2022 dans les 24 langues officielles de l'UE sur une période minimale de douze semaines.
En 2025, un trilogue a été mené au sein des institutions européennes pour la réforme du permis de conduire européen. Si cette proposition est adoptée par le Parlement européen, les États auront jusqu'en 2029 pour la mettre en œuvre.

## Obtention
La directive européenne prévoit que les États membres s'assurent que les futurs conducteurs possèdent effectivement les connaissances, les aptitudes et les comportements liés à la conduite d'un véhicule à moteur. L'examen comporte :
- une épreuve de contrôle des connaissances ;
- une épreuve de contrôle des aptitudes et des comportements.

Un examen médical est également prévu.

### Contrôle des connaissances
Le test de connaissance peut être commun aux différentes catégories de permis de conduire.

#### Pour toutes les catégories de véhicules
Les thèmes suivants sont abordés:
- circulation routière[2]: la signalisation y compris le marquage, les règles de priorité et les limitations de vitesse;
- conducteur: importance de la vigilance et des attitudes à l'égard des autres usagers; fonctions de perception, d'évaluation et de décision; temps de réaction, et modification des comportements liés aux effets de l'alcool, des drogues et des médicaments, des états émotionnels et de la fatigue.
- route: inter-distance, tenue de route, états de la chaussée, conduite de nuit, caractéristiques routières et légales
- autres usagers: inexpérience, vulnérabilité, types de véhicules, visibilité
- règles diverses: administratives, accidents, chargement
- précautions de sortie de véhicule
- éléments mécaniques liés à la sécurité de la conduite
- équipements de sécurité des véhicules: ceintures de sécurité et équipements de sécurité concernant les enfants
- respect de l'environnement

#### Pour les permis A1, A2 et A
- visibilité des motocyclistes pour les autres usagers de la route[2];
- risques liés aux parties glissantes de la chaussée tels que plaques d'égouts, marquages routiers telles que lignes et flèches, les rails de tramway;
- éléments mécaniques liés à la sécurité de la conduite, commutateur d'arrêt d'urgence, niveaux d'huile et chaîne.

#### Pour les permis de catégories C, CE, C1, C1E, D, DE, D1 et D1E
Les permis des catégories C, CE, C1, C1E, D, DE, D1 et D1E ont des conditions d'obtention particulières.

### Contrôle des aptitudes et des comportements

#### Pour les permis de catégories B, B 1 et BE
Différentes aptitudes peuvent être testées, notamment.
- préparation et contrôle technique du véhicule en relation avec la sécurité routière
- manœuvres particulières à tester en relation avec la sécurité routière
- comportement en circulation (quitter un emplacement de stationnement, emprunter des routes droites, croiser des véhicules y compris dans des passages étroits, négocier des virages, carrefours: approche et franchissement d'intersections et de jonctions, changer de direction: tourner à droite et à gauche, changer de voie, approche/sortie d'autoroutes ou d'axes analogues; dépasser/croiser; aménagements routiers particuliers; précautions de sortie du véhicule.

## Validité
Depuis 2013, la validité des permis de conduire dépend des pays :
- pays où la validité est de dix années : Belgique, Bulgarie, Croatie, République tchèque, Estonie, Italie, Espagne, Hongrie, Irlande, Lituanie, Lettonie, Luxembourg, Malte, Pays-Bas, Portugal, Roumanie, Slovénie, Suède, Royaume-Uni ;
- pays où la validité est de quinze années : Autriche, Chypre, Allemagne, Danemark, Finlande, France, Grèce, Pologne, Slovaquie[5][réf. non conforme].

Les anciens permis peuvent rester valables jusqu'au plus tard en 2033.
Lors du changement de pays de résidence à l'intérieur de l'Union européenne, le permis européen n'a — en principe —  pas besoin d'être changé.
Les permis dans l'Union européenne sont répartis en catégories définies au niveau de l'Union européenne (28 États membres) mais également utilisés en Islande, Liechtenstein et Norvège. Ces catégories sont désignées AM, A1, A2, A, B, BE, B1, C1, C1E, C, CE, D1, D1E, D et DE.
Certains pays requièrent des tests médicaux pour renouveler le permis.

## L'EEE
Les dispositions de la directive 2006/126/CE mentionnent qu'elle présente un intérêt pour l'Espace économique européen (EEE), ce qui signifie que ses dispositions s'appliquent aux 27 États membres de l'UE, ainsi qu'à l'Islande, au Liechtenstein et à la Norvège, par le biais d'une incorporation dans l'accord sur l'EEE.
La directive a été incorporée dans l'accord EEE par la décision du Comité mixte de l'EEE n° 29/2008 du 14 mars 2008 modifiant l'annexe XIII (Transports) de l'accord EEE[10], qui a apporté certaines adaptations à la directive, notamment : le signe distinctif du permis est entouré d'une ellipse au lieu d'être imprimé sur le drapeau européen, les mots « permis de conduire » ont été ajoutés en islandais et en norvégien, et les mots « modèle des Communautés européennes » ont été remplacés par « modèle de l'EEE ».

## Suisse
Bien que la Suisse soit un État membre de l'AELE, elle n'est pas une partie contractante de l'accord EEE. La Suisse est liée à l'UE par une série d'accords bilatéraux et a généralement adopté une grande partie de la législation harmonisée de l'UE en matière de permis de conduire. Depuis les années 2000, la Suisse utilise des catégories similaires au système de catégories de véhicules de l'UE, et les permis de conduire suisses ressemblent aux permis à carte de crédit de l'EEE, comparables à ceux d'autres pays européens non membres de l'UE ou de l'EEE.

## Collectivités et territoires français d'outre-mer
De même, les collectivités et territoires français d'outre-mer ne font pas partie de l'EEE bien qu'integrées au sein de la République française. Toutefois, à l'exception de Saint-Pierre-et-Miquelon (qui utilise des permis de conduire français « standard ») et de Wallis-et-Futuna (qui est le dernier territoire français à délivrer des permis en format papier rose), toutes les collectivités d'outre-mer françaises ont suivi les normes d'harmonisation de l'UE, ainsi que du « modèle de l'EEE ». En date de juin 2024, Saint-Martin est le seul territoire français membre de l'UE à utiliser un format différent du format français « standard » actuel.

## Galerie
| Pays                   | Codes | Avant le 19 janvier 2013 | Depuis le 19 janvier 2013 |
| ---------------------- | ----- | ------------------------ | ------------------------- |
| Allemagne              | D     |                          |                           |
| Autriche               | A     |                          |                           |
| Belgique               | B     |                          |                           |
| Bulgarie               | BG    |                          |                           |
| Croatie                | HR    |                          |                           |
| Chypre                 | CY    |                          |                           |
| Danemark               | DK    |                          |                           |
| Espagne                | E     |                          |                           |
| Estonie                | EST   |                          |                           |
| Finlande               | FIN   |                          |                           |
| Finlande ( Îles Åland) | FIN   |                          |                           |
| France                 | F     |                          |                           |
| France ( Saint-Martin) | F     |                          |                           |
| Grèce                  | GR    |                          |                           |
| Hongrie                | H     |                          |                           |
| Irlande                | IRL   |                          |                           |
| Islande                | IS    |                          |                           |
| Italie                 | I     |                          |                           |
| Lettonie               | LV    |                          |                           |
| Liechtenstein          | FL    |                          |                           |
| Lituanie               | LT    |                          |                           |
| Luxembourg             | L     |                          |                           |
| Malte                  | M     |                          |                           |
| Norvège                | N     |                          |                           |
| Pays-Bas               | NL    |                          |                           |
| Pologne                | PL    |                          |                           |
| Portugal               | P     |                          |                           |
| République tchèque     | CZ    |                          |                           |
| Roumanie               | RO    |                          |                           |
| Slovaquie              | SK    |                          |                           |
| Slovénie               | SLO   |                          |                           |
| Suède                  | S     |                          |                           |

## Nomenclature des Codes
| Numéro de champ                                       | Signification                                                                                 |
| Au recto                                              | Au recto                                                                                      |
| ----------------------------------------------------- | --------------------------------------------------------------------------------------------- |
| 1.                                                    | Nom                                                                                           |
| 2.                                                    | Prénoms                                                                                       |
| 3.                                                    | Date et lieu de naissance                                                                     |
| 4. - 4a. - 4b. - 4c. (ou au verso) - 4d. (facultatif) | Délivrance - date d'émission - date d'expiration - autorité de délivrance - numéro de gestion |
| 5.                                                    | Numéro de permis                                                                              |
| 6.                                                    | Photo du titulaire                                                                            |
| 7.                                                    | Signature du titulaire                                                                        |
| 8. (facultatif)                                       | Domicile                                                                                      |
| 9.                                                    | Catégories                                                                                    |
| Au verso                                              |                                                                                               |
| 9.                                                    | Catégories                                                                                    |
| 10.                                                   | Date de première délivrance (par catégorie)                                                   |
| 11.                                                   | Date d'expiration (par catégorie)                                                             |
| 12.                                                   | Mentions additionnelles ou restrictives (par catégorie)                                       |

| Catégorie de permis                                      | Symbole       | Caractéristiques (simplifiées) | Âge                                                                                    |               |
| Cyclomoteur :                                            | Cyclomoteur : | Cyclomoteur : | Cyclomoteur :                                                                          | Cyclomoteur : |
| -------------------------------------------------------- | ------------- | --- | -------------------------------------------------------------------------------------- | ------------- |
| AM                                                       |               | véhicule à 2 ou 3 roues ; Vmax ≤ 45 km/h                                                                                                  | ≥ 16 ans                                                                               |               |
| Motocycles avec ou sans side-car et tricycles à moteur : |               | |                                                                                        |               |
| A1                                                       |               | - motocycle : cylindrée ≤ 125 cm3, Pmax ≤ 11 kW - tricycle : Pmax ≤ 15 kW                                                                 | ≥ 16 ans                                                                               |               |
| A2                                                       |               | - motocycle : Pmax ≤ 35 kW - tricycle : – non –                                                                                           | ≥ 18 ans                                                                               |               |
| A                                                        |               | - motocycle : – tous – - tricycle : Pmax > 15 kW                                                                                          | - motocycle : ≥ 20 ans (avec deux ans de permis A2), ou ≥ 24 ans - tricycle : ≥ 21 ans |               |
| Automobiles :                                            |               | |                                                                                        |               |
| B                                                        |               | - Mmax ≤ 3 500 kg - conducteur + passagers ≤ 9 personnes - remorque : Mmax ≤ 750 kg                                                       | ≥ 18 ans                                                                               |               |
| BE                                                       |               | catégorie B, et - remorque : Mmax ≤ 3 500 kg                                                                                              | ≥ 18 ans                                                                               |               |
| B1 (facultative, selon les pays)                         |               | quadricycles, selon la directive 2002/24/CE, article 1er, paragraphe 3, point b.                                                          | ≥ 16 ans                                                                               |               |
| Automobiles, Transport de marchandises :                 |               | |                                                                                        |               |
| C1                                                       |               | - hors transport de personnes (c.-à-d. autre que les catégories D1 et D) - Mmax > 3 500 kg et Mmax ≤ 7 500 kg - remorque : Mmax ≤ 750 kg  | ≥ 18 ans                                                                               |               |
| C1E                                                      |               | - catégorie C1, et remorque : Mmax > 750 kg, mais Mtot ≤ 12 000 kg ou - catégorie B, et remorque : Mmax > 3 500 kg, mais Mtot ≤ 12 000 kg | ≥ 18 ans                                                                               |               |
| C                                                        |               | - hors transport de personnes (c.-à-d. autre que les catégories D1 et D) - Mmax > 3 500 kg - remorque : Mmax ≤ 750 kg                     | ≥ 21 ans                                                                               |               |
| CE                                                       |               | catégorie C, et - remorque : Mmax > 750 kg                                                                                                | ≥ 21 ans                                                                               |               |
| Automobiles, Transport de passagers :                    |               | |                                                                                        |               |
| D1                                                       |               | - Lmax ≤ 8 m - conducteur + passagers ≤ 1+16 personnes - remorque : Mmax ≤ 750 kg                                                         | ≥ 21 ans                                                                               |               |
| D1E                                                      |               | catégorie D1, et - remorque : Mmax > 750 kg                                                                                               | ≥ 21 ans                                                                               |               |
| D                                                        |               | - conducteur + passagers > 1+8 personnes - remorque : Mmax ≤ 750 kg                                                                       | ≥ 24 ans                                                                               |               |
| DE                                                       |               | catégorie D, et - remorque : Mmax > 750 kg                                                                                                | ≥ 24 ans                                                                               |               |

1. ↑  P.ex., pour le conducteur : correction et/ou protection de la vision, de l'audition, aide à la communication, usage restreint , ... ; pour le véhicule : adaptation de boîte de vitesse, d'embrayage, de mécanismes de freinage, ...
2. ↑  Ce sont les catégories harmonisées ; des catégories nationales peuvent exister, elles sont alors imprimées dans un autre type de caractères.
3. ↑  C'est l'âge nominal, défini dans la directive. Il peut être adapté par chaque pays, en plus ou en moins, dans les limites définies dans la directive.